# Igor Gočanin
Igor Gočanin (ur. 24 lipca 1966 w Hercegu Novim) – piłkarz wodny. W barwach Jugosławii złoty medalista olimpijski z Seulu.
Mierzący 190 cm wzrostu zawodnik w 1988 wspólnie z kolegami triumfował w rywalizacji waterpolistów, była to jego jedyna olimpiada. W turnieju wystąpił w siedmiu meczach i strzelił pięć goli. Występował w barwach Partizana. W 1991 został mistrzem Europy.